# テキサス州副知事
テキサス州副知事（Lieutenant Governor of Texas）は、アメリカ合衆国テキサス州の副知事である。

## 一覧
| 氏名                                           | 任期                           | 政党   |
| ---------------------------------------------- | ------------------------------ | ------ |
| アルバート・クリントン・ホートン               | 1846年 - 1847年                | 民主党 |
| ジョン・アレグザンダー・グリア                 | 1847年 - 1851年                | 民主党 |
| ジェームズ・ウィルソン・ヘンダーソン           | 1851年 - 1853年                | 民主党 |
| デイヴィッド・キャッチングス・ディクソン       | 1853年 - 1855年                | 民主党 |
| ハーディン・リチャード・ラネルズ               | 1855年 - 1857年                | 民主党 |
| フランシス・ラボック                           | 1857年 - 1859年                | 民主党 |
| エドワード・クラーク                           | 1859年 - 1861年                | 民主党 |
| ジョン・マクラナハン・クロケット               | 1861年 - 1863年                | 民主党 |
| フレッチャー・ストックデール                   | 1863年 - 1865年                | 民主党 |
| 空席                                           | 1865年 - 1866年                |        |
| ジョージ・ワシントン・ジョーンズ               | 1866年 - 1867年                | 民主党 |
| 空席                                           | 1867年 - 1870年                |        |
| ジェームズ・W・フラナガン                      | 1869年選出                     | 共和党 |
| 空席                                           | 1871年 - 1874年                |        |
| ドナルド・キャンベル                           | 1870年 - 1871年                | 共和党 |
| デイヴィッド・ウェブスター・フラナガン         | 1871年                         | 共和党 |
| アルバート・ジェニングス・スプリング           | 1871年 - 1873年                | 共和党 |
| エドワード・ブラッド・ピケット                 | 1873年 - 1874年                | 民主党 |
| リチャード・ハバード                           | 1874年 - 1876年                | 民主党 |
| 空席                                           | 1876年 - 1879年                |        |
| ジョーゼフ・セイヤーズ                         | 1879年 - 1881年                | 民主党 |
| レオニダス・ジェファーソン・ストーリー         | 1881年 - 1883年                | 民主党 |
| フランシス・マリオン・マーティン               | 1883年 - 1885年                | 民主党 |
| バーネット・ギブス                             | 1885年 - 1887年                | 民主党 |
| トーマス・ベントン・ウィーラー                 | 1887年1月18日 - 1891年1月20日  | 民主党 |
| ジョージ・キャシティ・ペンドルトン             | 1891年1月19日 - 1893年1月17日  | 民主党 |
| マーティン・マクナルティ・クレーン             | 1893年1月17日 - 1895年1月15日  | 民主党 |
| ジョージ・テイラー・ジェスター                 | 1895年1月15日 - 1899年1月17日  | 民主党 |
| ジェームズ・ネイサン・ブラウニング             | 1899年1月17日 - 1903年1月20日  | 民主党 |
| ジョージ・ニール                               | 1903年1月20日 - 1907年1月15日  | 民主党 |
| アズベリー・デイヴィッドソン                   | 1907年1月15日 - 1913年1月20日  | 民主党 |
| ウィリアム・ハーディング・メイズ               | 1913年1月20日 - 1914年8月14日  | 民主党 |
| 空席                                           | 1914年 - 1915年                |        |
| ウィリアム・ホビー                             | 1915年1月19日 - 1917年8月25日  | 民主党 |
| 空席                                           | 1917年 - 1919年                |        |
| ウィラード・アーノルド・ジョンソン             | 1919年1月21日 - 1921年1月18日  | 民主党 |
| リンチ・デイヴィッドソン                       | 1921年1月18日 - 1923年1月16日  | 民主党 |
| トーマス・ホイットフィールド・デイヴィッドソン | 1923年1月16日 - 1925年1月20日  | 民主党 |
| バリー・ミラー                                 | 1925年1月20日 - 1931年1月20日  | 民主党 |
| エドガー・ウィット                             | 1931年1月20日 - 1935年1月15日  | 民主党 |
| ウォルター・フランク・ウッダル                 | 1935年1月15日 - 1939年1月17日  | 民主党 |
| コーラ・スティーヴンソン                       | 1939年1月17日 - 1941年8月4日   | 民主党 |
| 空席                                           | 1941年 - 1943年                |        |
| ジョン・リー・スミス                           | 1943年1月19日 - 1947年1月21日  | 民主党 |
| アラン・シヴァーズ                             | 1947年1月21日 - 1949年7月11日  | 民主党 |
| 空席                                           | 1949年 - 1951年                |        |
| ベン・ラムジー                                 | 1951年1月16日 - 1961年9月18日  | 民主党 |
| プレストン・アーネスト・スミス                 | 1963年1月15日 - 1969年1月21日  | 民主党 |
| ベン・バーンズ                                 | 1969年1月21日 - 1973年1月16日  | 民主党 |
| ウィリアム・ホビー・ジュニア                   | 1973年1月16日 - 1991年1月15日  | 民主党 |
| ボブ・ブロック                                 | 1991年1月15日 - 1999年1月19日  | 民主党 |
| リック・ペリー                                 | 1999年1月19日 - 2000年12月21日 | 共和党 |
| ビル・ラトリフ                                 | 2000年12月28日 - 2003年1月21日 | 共和党 |
| デイヴィッド・デューハースト                   | 2003年1月21日 - 2015年1月20日  | 共和党 |

## 参考サイト
- Legislative Reference Library of Texas
- Presiding Officers of the Texas Legislature, 1846–1982, Texas Legislative Council, Austin, Texas, August 1982.